# Annales et Chronique tibétaines
Pour les articles homonymes, voir Annales (homonymie).

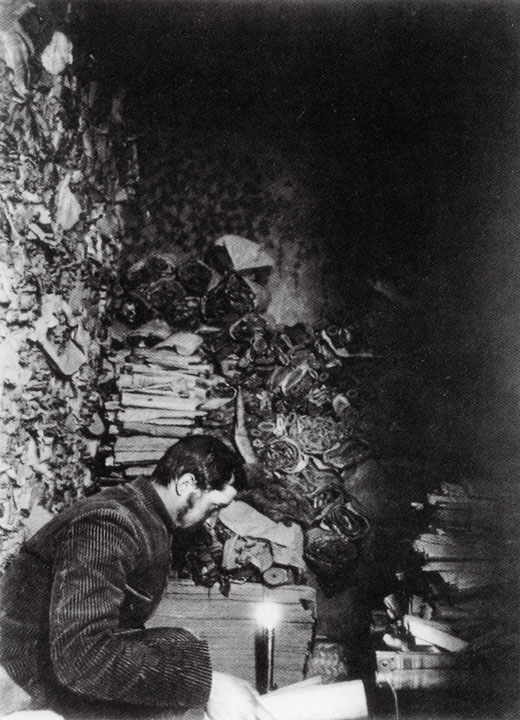
Paul Pelliot examinant des manuscrits dans la grotte no 17.

Les Annales tibétaines et la Chronique tibétaine découvertes au début du XXe siècle dans les grottes de Mogao près de Dunhuang, Chine, sont les plus anciens documents historiques tibétains connus, rédigés en tibétain ancien.

## Découverte et conservation
Ces documents font partie des Manuscrits de Dunhuang de la grotte No17 scellée au XIe siècle. Les Annales étaient écrites sur un rouleau de 4,34 m de long et 25,8 cm de large qui était séparé en deux fragmants au moment de la découverte, la Chronique sur deux rouleaux contenant respectivement 6 et 4 chapitres et constituant un total de 6,20 m. Paul Pelliot rapporta à Paris la Chronique (Ms. 250 du fonds Pelliot tibétain de la Bibliothèque nationale) et un fragment du rouleau des Annales (No252 du fonds Pelliot). L’autre fragment se trouve dans la collection Aurel Stein de la British Library (après avoir été conservé à la India Office Library) sous la référence Dunhuang 103 (19 VIII.1).

## Contenu
La Chronique, à forte coloration légendaire, aurait été rédigée entre 800 et 840 et relate l’histoire du Tibet depuis le roi Drigum Tsenpo jusqu’au roi Düsong Mangpojé (r. 676–704) à qui elle attribue des éléments biographiques de Songsten Gampo. Une société féodale hiérarchisée y apparaît avec ses rites. La conquête des quatre garnisons chinoises de Kucha, Hotan, Kachgar et Karachahr en 670 par Mangsong Mangtsen (650-676) n’y est pas mentionnée.
Les Annales concernent la période allant de Songtsen Gampo à 764 et se poursuivaient au-delà, mais seuls de brefs fragments subsistent après cette date. Après un résumé du début du règne de Songsten Gampo, des entrées précisément datées mentionnent les événements importants, depuis l’arrivée de son épouse chinoise, la princesse Wencheng en 643 jusqu’à sa mort en 650. Les événements sont enregistrés par année de 650 à 764. L’encre rouge servant à indiquer les dates a mal vieilli.
La Chronique mentionne la présence du bouddhisme au Tibet et l’existence de nombreux viharas sur toute l’étendue du territoire durant le règne de Trisong Detsen (r. 755-797 ). Néanmoins, aucune mention n’est faite d’événements liés au bouddhisme sous le règne de Songtsen Gampo, que ce soit dans la Chronique ou dans les Annales.

### Sources
- Bacot, Thomas & Toussaint. (1940-1946) Documents de Touen-houang relatifs a l'histoire de Tibet. J. Bacot, F. W. Thomas, Ch. Toussaint. Paris. Libraire orientaliste Paul Geunther.
- Gedun Choephel (1978) The White Annals. Library of Tibetan Works & Archives Dharamsala, H.P., India.
- Brandon Dotson The Old Tibetan Annals: An Annotated Translation of Tibet's First History. VÖAW, Austria.  (ISBN 978-3-7001-6102-8) (book);  (ISBN 978-3-7001-6712-9) (édition en ligne 2009).